# Cyphostemma brieyi
Cyphostemma brieyi là một loài thực vật hai lá mầm trong họ Nho. Loài này được (De Wild.) Compère miêu tả khoa học đầu tiên năm 1962.